# スパニエル
スパニエル (Spaniel) は、犬種のグループの一種である。
本来スパニエル犬種は特定の鳥猟犬のことを指しているが、一部の犬は鳥猟犬でもなく、本グループと全くかかわりがないにもかかわらずスパニエルの名がつけられた犬種も存在する。
利口で外見が洗練された犬が多く、実猟用に開発された種類でも、現在は多くがペットやショードッグとして飼育されている。

## スパニエルの役割
一口に猟犬といっても、ウサギ狩りが得意なビーグル、アナグマ狩り専門のダックスフント、獲物の位置を特定するポインティング・ドック（ポインター）、獲物を回収するレトリバーなど獲物や猟の形式にあわせてさまざまな犬が参加する。
キジなどの猟では最も狙いがつけやすい鳥が地面から飛び上がる瞬間を狙って発砲するので、狙い通りの位置に茂みにいる鳥を追い立てる役が必要となる。
スパニエルは主人の命令をよく理解し運動量が多く、大声で鳴き立てながら鳥を追い立てる役割を担っているため、ほとんどは小柄で柔らかな毛並みをしている。
その主人の命令を忠実に実行することのできる洞察力と利口さ、チームワークを大事にする温和さなどが評価されて現在はそのほとんどが家庭犬となっているが、ブリタニー・スパニエルなど数種はフラッシュのみでなくポイント・フラッシュ・回収の3役をこなし、多くは家庭犬としてではなく実猟犬として今でも猟の愛好家の間で使われている。

## 病気の傾向
かかりやすい病気は犬種によってさまざまであるが、主に耳が垂れている為、外耳炎になりやすい。この他、皮膚アレルギー、骨折（小型種のみ）、股関節形成不全（大型種のみ）なりやすい傾向にある。利潤目的に乱繁殖された犬は遺伝的疾患にかかる確率が高いため、注意が必要である。トラブルを防ぐため、入手の際はブリーダーや譲り主の信頼性や入手する犬の家系病（その家系でかかりやすい傾向にある病気）などをしっかり調べておくことが重要となる。

## 代表的なスパニエルの種類

### 現在
| 種類                                       | 別名                                                                   | 原産国/地域    | 体長：最小      | 体長：最大      | 体重：最小     | 体重：最大     | 画像 |
| ------------------------------------------ | ---------------------------------------------------------------------- | -------------- | --------------- | --------------- | -------------- | -------------- | ---- |
| アメリカン・コッカー・スパニエル           | コッカー・スパニエル (アメリカ合衆国において)                          | アメリカ合衆国 | 13 in (33 cm)   | 15 in (38 cm)   | 24 lb (11 kg)  | 29 lb (13 kg)  |      |
| アメリカン・ウォーター・スパニエル         |                                                                        | アメリカ合衆国 | 15 in (38 cm)   | 18 in (46 cm)   | 25 lb (11 kg)  | 45 lb (20 kg)  |      |
| ブルー・ピカルディー・スパニエル           | エパニュール・ブルー・ド・ピカルディ                                   | フランス       | 22 in (56 cm)   | 24 in (61 cm)   | 43 lb (20 kg)  | 45 lb (20 kg)  |      |
| ボイキン・スパニエル                       |                                                                        | アメリカ合衆国 | 15 in (38 cm)   | 18 in (46 cm)   | 25 lb (11 kg)  | 45 lb (20 kg)  |      |
| キャバリア・キング・チャールズ・スパニエル |                                                                        | イングランド   | 12 in (30 cm)   | 13 in (33 cm)   | 13 lb (5.9 kg) | 18 lb (8.2 kg) |      |
| クランバー・スパニエル                     |                                                                        | イングランド   | 17 in (43 cm)   | 20 in (51 cm)   | 55 lb (25 kg)  | 85 lb (39 kg)  |      |
| ダッチ・パートリッジ・ドッグ               | ドレンチェ・パトライスホンド                                           | オランダ       | 21.5 in (55 cm) | 25.5 in (65 cm) | 55 lb (25 kg)  | 77 lb (35 kg)  |      |
| イングリッシュ・コッカー・スパニエル       | コッカー・スパニエル (イギリスにおいて)                                | イングランド   | 15 in (38 cm)   | 17 in (43 cm)   | 26 lb (12 kg)  | 34 lb (15 kg)  |      |
| イングリッシュ・スプリンガー・スパニエル   |                                                                        | イングランド   | 19 in (48 cm)   | 20 in (51 cm)   | 40 lb (18 kg)  | 50 lb (23 kg)  |      |
| フィールド・スパニエル                     |                                                                        | イングランド   | 17 in (43 cm)   | 18 in (46 cm)   | 35 lb (16 kg)  | 50 lb (23 kg)  |      |
| フレンチ・スパニエル                       | エパニョール・フランセ                                                 | フランス       | 21 in (53 cm)   | 24 in (61 cm)   | 50 lb (23 kg)  | 70 lb (32 kg)  |      |
| ジャーマン・スパニエル                     | ドイチャー・ヴァハテルフンド                                           | ドイツ         | 16 in (41 cm)   | 20 in (51 cm)   | 44 lb (20 kg)  | 66 lb (30 kg)  |      |
| アイリッシュ・ウォーター・スパニエル       |                                                                        | アイルランド   | 21 in (53 cm)   | 24 in (61 cm)   | 45 lb (20 kg)  | 65 lb (29 kg)  |      |
| キング・チャールズ・スパニエル             | イングリッシュ・トイ・スパニエル (アメリカ合衆国において)              | イングランド   | 09 in (23 cm)   | 10 in (25 cm)   | 06 lb (2.7 kg) | 12 lb (5.4 kg) |      |
| コーイケルホンディエ                       |                                                                        | オランダ       | 14 in (36 cm)   | 16 in (41 cm)   | 20 lb (9.1 kg) | 24 lb (11 kg)  |      |
| ラージ・ミュンスターレンダー               | グローサー・ミュンスターレンダー                                       | ドイツ         | 23 in (58 cm)   | 25 in (64 cm)   | 55 lb (25 kg)  | 70 lb (32 kg)  |      |
| パピヨン                                   | コンチネンタル・トイ・スパニエル, エパニョール・ナイン・コンチネンタル | フランス       | 08 in (20 cm)   | 11 in (28 cm)   | 05 lb (2.3 kg) | 10 lb (4.5 kg) |      |
| ファーレーヌ                               | コンチネンタル・トイ・スパニエル, エパニョール・ナイン・コンチネンタル | ベルギー       | 08 in (20 cm)   | 11 in (28 cm)   | 05 lb (2.3 kg) | 10 lb (4.5 kg) |      |
| ピカルディー・スパニエル                   | エパニュール・ピカール                                                 | フランス       | 22 in (56 cm)   | 23.5 in (60 cm) | 44 lb (20 kg)  | 55 lb (25 kg)  |      |
| ポン・オードメル・スパニエル               | エパニョール・ポン・オードメル                                         | フランス       | 20 in (51 cm)   | 23 in (58 cm)   | 40 lb (18 kg)  | 53 lb (24 kg)  |      |
| ロシアン・スパニエル                       | ロシアン・ハンティング・スパニエル                                     | ロシア         | 15 in (38 cm)   | 17 in (43 cm)   | 28 lb (13 kg)  | 40 lb (18 kg)  |      |
| スモール・ミュンスターレンダー             | クライナー・ミュンスターレンダー                                       | ドイツ         | 19 in (48 cm)   | 22 in (56 cm)   | 30 lb (14 kg)  | 38 lb (17 kg)  |      |
| シュタバイフーン                           | フリージアン・ポインター・ドッグ                                       | オランダ       | 19.6 in (50 cm) | 21 in (53 cm)   | 30 lb (14 kg)  | 50 lb (23 kg)  |      |
| サセックス・スパニエル                     |                                                                        | イングランド   | 13 in (33 cm)   | 15 in (38 cm)   | 35 lb (16 kg)  | 44 lb (20 kg)  |      |
| ウェルシュ・スプリンガー・スパニエル       |                                                                        | ウェールズ     | 17 in (43 cm)   | 19 in (48 cm)   | 35 lb (16 kg)  | 55 lb (25 kg)  |      |

### 既に絶滅
| 種類                                   | 原産国・地域 | 絶滅した時期 | 画像 |
| -------------------------------------- | ------------ | ------------ | ---- |
| アルパイン・スパニエル                 | スイス       | 1830年代     |      |
| イングリッシュ・ウォーター・スパニエル | イングランド | 1930年代     |      |
| ノーフォーク・スパニエル               | イングランド | 1902年       |      |
| トイ・トローラー・スパニエル           | イギリス     | 1920年代     |      |
| ツウィード・ウォーター・スパニエル     | イングランド | 19世紀       |      |

### 名前の誤り
以下の品種はスパニエルではないが、スパニエルに似ているなどの理由で名前が付けられている。
| 種類                 | 別名                     | 原産国・地域 | 体長：最小    | 体長：最大    | 体重：最小     | 体重：最大     | 画像 |
| -------------------- | ------------------------ | ------------ | ------------- | ------------- | -------------- | -------------- | ---- |
| 狆                   | ジャパニーズ・スパニエル | 日本         | 09 in (23 cm) | 10 in (25 cm) | 04 lb (1.8 kg) | 11 lb (5.0 kg) |      |
| ペキニーズ           | チャイニーズ・スパニエル | 中国         | 08 in (20 cm) | 09 in (23 cm) | 08 lb (3.6 kg) | 14 lb (6.4 kg) |      |
| チベタン・スパニエル |                          | チベット     | 09 in (23 cm) | 11 in (28 cm) | 09 lb (4.1 kg) | 15 lb (6.8 kg) |      |

### 実猟用のスパニエル
これらは鳥猟などに使われる、実猟用に開発されたスパニエルである。
- ブリタニー・スパニエル - （フレンチ・ブリタニー・スパニエル、アメリカン・ブリタニー・スパニエル）
- アメリカン・コッカー・スパニエル
- イングリッシュ・コッカー・スパニエル
- ウォーター・スパニエル（※これは特定犬種ではなく、ひとつのグループである）

…など

### 愛玩用のスパニエル
これらは実猟用のスパニエルを愛玩用に改良し、作出されたタイプのスパニエルである。
- キャバリア・キング・チャールズ・スパニエル
- キング・チャールズ・スパニエル
- カムファター†
- グレディン・スパニエル†
- トイ・トローラー・スパニエル†
- パピヨン
- ファーレーヌ

…など

### スパニエルではないが、スパニエルの名を持つ犬種
これらはスパニエル犬種でないものの、犬種名もしくは別名に「スパニエル」の名が付いた犬種である。
括弧でくくられたものが本来の犬種グループである。
- チベタン・スパニエル（トイグループ、短吻愛玩種）
- 狆 - 旧英名が「ジャパニーズ・スパニエル」だった（トイグループ、短吻愛玩種）
- ペキニーズ - 英名「チャイニーズ・スパニエル」としても知られる（トイグループ、短吻愛玩種）
- マニラ・スパニエル†（トイグループ、ビション系種）

…など